# عدالة (منظمة)
عدالة، منظمة تعنى بحقوق الإنسان والإصلاح القانوني، ومقرها في المملكة المتحدة؛ وهي الفرع البريطاني للجنة الحقوقيين الدولية، وهي ومنظمة دولية لحقوق الإنسان تتكون من محامين مكرسين لحماية حقوق الإنسان قانونياً في جميع أنحاء العالم. وبناء على ذلك، فإن أعضاء منظمة عدالة هي في الغالب مجتمع من المحامين والقضاة والأكاديميين القانونيين، وطلاب القانون.
عدالة منظمة مستقلة، ويتضمن مجلسها الحاكم ممثلين عن الأحزاب السياسية الرئيسية الثلاث، وهي مسجلة كمؤسسة خيرية تحت الرقم 1058580.

## تاريخ المنظمة
تأسست عدالة عام 1957، في أعقاب الزيارة التي قام بها مجموعة من المحامين البريطانيين لمراقبة محاكمات الخيانة من أعضاء حزب المؤتمر الوطني الأفريقي في جنوب أفريقيا العنصرية والمحاكمات في المجر الشيوعية. رئيسها الأول هو هارتلي شوكروس رئيس الادعاء العام البريطاني في نورمبرغ، ومن مؤسسيها أيضاً بيتر بينيسن الذين شاركا لاحقاً في تأسيس منظمة العفو الدولية. عندما بدأت منظمة العفو الدولية عملها لأول مرة عام 1961، شاركت مكاتبها مع منظمة عدالة.
عام 1958 أصبحت عدالة الفرع البريطاني في لجنة الحقوقيين الدولية ('محكمة العدل الدولية'). قامت المبادئ الأصلية لمنظمة عدالة على «دعم وتعزيز مبادئ سيادة القانون في المناطق التي تخضع لسيطرة البرلمان البريطاني سواء بشكل مباشر أو غير مباشر، وتحديداً المساعدة في إقامة العدل والحفاظ على الحريات الأساسية للفرد».

## العمل الحالي
مجالات عمل منظمة عدالة الأساسية:
- حقوق الإنسان
- العدالة الجنائية
- قانون الاتحاد الأوروبي
- سيادة القانون

تركز منظمة عدالة على قانون المملكة المتحدة، لكن عملها ينطوي على تسليط الضوء على أهمية القانون الدولي لحقوق الإنسان. يلعب القانون الأوروبي دوراً كبيراً مضطرداً في هذا المجال. كونها منظمة ذات سياسات، فإن مشاركتها في الحملات الانتخابية العلنية والدعاوى القضائية الفردية قليلة لكنها أكبر في مجال تقديم التحليلات القانونية المستقلة في مسائل الحقوق الأساسية. تعمل منظمة عدالة على مستوى أوروبا والعالم، وتشكل قوة ضاغطة على مؤسسات الاتحاد الأوروبي ومجلس أوروبا ومنظمات حقوق الإنسان المختلفة.
تغطي مجالات عمل منظمة عدالة مجموعة واسعة من القضايا بما فيها قضايا اللجوء والهجرة ومكافحة الإرهاب، والمساواة، والتمييز، والخصوصية، والمسائل الأمنية، والمساعدة القانونية والوصول إلى العدالة، فضلاً عن قضايا العدالة والحرية في الاتحاد الأوروبي المرتبطة بدور القضاء والتدقيق البرلماني للتشريع.
لمنظمة عدالة تاريخ طويل من التدخل والاعتراضات في الحالات ذات الأهمية العامة التي تنطوي على حماية الحقوق الأساسية. وتحقيقاً لهذه الغاية، تدخلت المنظمة من قبل في القضايا المعروضة على محكمة الاستئناف ومجلس اللوردات، ومجلس الملكة الخاص، والمحكمة الأوروبية لحقوق الإنسان، والمحكمة الأوروبية العليا. في أكتوبر 2009، أصبحت عدالة أول منظمة غير حكومية تتدخل في قضية معروضة على المحكمة العليا في المملكة المتحدة.